# Sivatagi atyák

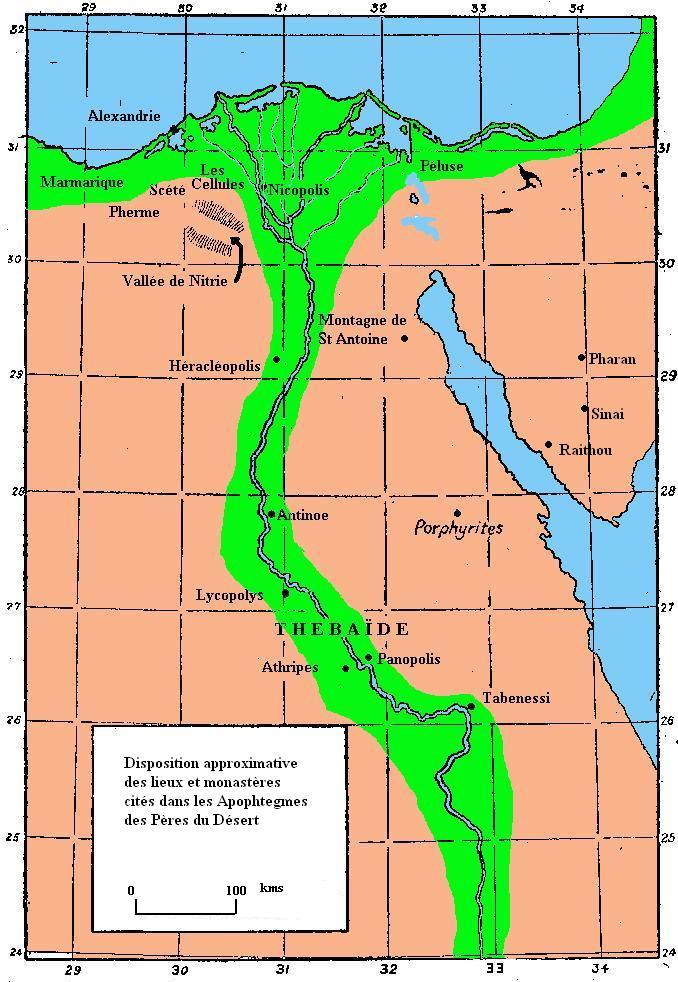
Az egyiptomi szerzetesség elterjedése a 3-5. század között

Sivatagi atyák alatt általában azokat az ókeresztény egyiptomi remetéket szokták érteni, akik a 3. századtól a sivatagba visszavonuló keresztényeket irányították. Remete Szent Antal (251–356) példáját követve a Nílus környéki sivatagokba visszavonulva éltek aszkéta életet és ezzel megteremtették a keresztény szerzetesség alapjait. E remeték úgy találták, hogy a tisztultabb belátáshoz, az Istennel való párbeszédhez a világi élettől és kísértésektől való visszahúzódás és a magány csöndje a legmegfelelőbb, a legalkalmasabb hely pedig a sivatag.
Palladiosz (kb. 363–431) szerint a 4. század végén csak Nitriában (a Nílus-deltától nyugatra) mintegy 5 ezer, Kelliában pedig kb. 600 szerzetes élt. Szkétiszt illetően nincsenek adatok, de a 4. század közepén Sziszoész úgy találta, hogy túl sok ott a szerzetes, ezért ő a Kolzum-hegyre vonult vissza.
Amikor a szerzetesek azt látták, hogy Isten valakiben a szentéletűség különleges módjában nyilvánul meg, akkor felismerve felsőbbrendűségét többé nem testvérnek, hanem atyának tekintették.

## Kialakulás, forrásmunkák
A szerzetesség kezdetei azt mutatják, hogy bármennyire vonult is el valaki magányba, előbb-utóbb kapcsolatai alakultak ki. Kevés kivételtől eltekintve a remeték alkalmanként találkoztak egymással, ha máskor nem is, legalább az istentiszteleteken vagy egy közös munkán, például aratáskor. Néha meglátogatták egymást, hogy lelki témákról beszélgessenek. Egy-egy híresebb atyát csoportosan is felkerestek.
Bár a szerzeteseknek nem volt egységes típusa, de általánosságban elmondható az evangéliumi szegénység, a szolgálat és az önmegtartóztatás követése Jézus példáján keresztül. Kötelezték magukat a nélkülözések elviselésére, a rendszeres imára és a kétkezi munkára. Kezdetben részben az üldöztetések miatt és a bűneikért vezeklésként mentek a sivatagba szerzetesnek. Később az egyre inkább elvilágiasodó egyházzal elégedetlen keresztények azért is vonultak el, hogy megfeleljenek Jézus hívásának: 
- „Ha valaki nem mond le mindenről, amije van, az nem lehet az én tanítványom.. Ha tökéletes akarsz lenni, add el, amid van, az árát oszd szét a szegények között, így kincsed lesz a mennyben. Aztán gyere és kövess engem!”[3]

A világi javakról lemondva összes tulajdonukat csak a létfontosságú tárgyak tették ki. Jóllehet az elszigetelt, pusztai vagy sivatagi életre szóló tanítás nem található az Evangéliumokban, mégis köztük igen népszerű útvonallá változott Krisztus követésének megvalósítása felé.
Tanításaikat az Apophthegmata Patrum (latinul: Sententiae patrum, "az atyák mondásai") tartalmazza. A gyűjtemény a 350 és 450 között élt mintegy 130 egyiptomi szerzetes atya mondásait közli. Apothegmaták az 5. század végétől görög, kopt, örmény és szír hagyományban maradtak fenn. A görög gyűjteményt J. B. Cotelier adta ki ábécé rendben (PG 65:71). A latin gyűjteményt H. Rosweyde tartalmilag rendszerezte (Vitae Patrum, PL 73:855).
Működésükkel, tanításukkal foglalkozik még Tyrannius Rufinus Historia Monachorum in Aegypto-ja és az Ethiopic Collectio Monastica c. mű, Palladiosz (363–431) Historia Lausiaca-ja, Alexandriai Szent Atanáz (298–373) Szent Antal élete (Vita Antonii), Cassianus Szent János (370 k.–432) Az egyiptomi szerzetesek tanítása (Collationes [Conlationes] patrum) és A keleti szerzetesek szabályai (De Coenobiorum Institutis Libri Duodecim), illetve részben a Philokalia.
Hór, Apollósz, Patermuthiosz mind több évet töltöttek el teljes magányban, majd számos tanítványt gyűjtöttek maguk köré. Ámon a Nílus-deltától nyugatra, a Nitriai-sivatagban telepedett meg, ahová néhány éven belül számtalan szerzetest vonzott és idővel a hely egészen népessé vált. Később Antal tanácsára új cellákat létesített Nitriától 18–20 km-re, ahol a Kelliai-sivatag szerzeteseinek története kezdődött el. Kelliától délre húzódik egy hatalmas, kb. 30 km hosszú és 6–7 km széles földteknő, amelyet Natrun vádinak (Wadi El Natrun) neveznek, ugyanis már az ókor óta nátront bányásztak itt. Ez a Szkétiszi-sivatag, ahol 330 körül telepedett le Makariosz. Szkétisz hamarosan az anakhóréta élet legvirágzóbb központjává vált, az itt élő atyák tettek szert a legnagyobb hírnévre.
A 3. század végén a Delta ágai mentén és a Nílus völgyének teljes hosszában szerzetesek éltek. Dél-Egyiptomban a 4. század elején a thébai Szent Pakhomiosz kilenc kolostort szervezett meg férfiaknak és kettőt nőknek.

## Külső megjelenés
Az első anakhóréták öltözéke bizonyára nagyon egyszerű lehetett, ezt pedig talán a Biblia sugallta Illés próféta és Keresztelő János kapcsán. Illés szőrpalástot viselt bőrövvel, János pedig teveszőr csuhát viselt övvel. Pambó mondta, hogy a 
„szerzetesnek olyan ruhát kell hordania, hogy ha három napra kidobná a kunyhójából, akkor sem venné fel senki.”
De általában nem volt ajánlatos feltűnést kelteni sem piszkos rongyokkal, sem pedig túlságosan ápolt ruházattal. Krisztus azt mondta az apostolainak, hogy csak egyetlen ruhájuk legyen. Az első atyák igyekeztek betartani ezt a parancsolatot. „A szeretet gyakorlása fontosabb, mint a liturgikus pompa.” 
Úgy tűnik, hogy a 4. század közepére már volt külön szerzetesi ruha.
A szerzetesek világi honfitársaikhoz hasonlóan jobbára mezítláb, szandál nélkül jártak. Csak akkor húztak sarut a lábukra, ha betegség, a tél hidege kora reggel vagy a nyári talaj forrósága ezt szükségessé tették. Voltak olyan anakhóréták is, akiknek a hajuk és a szakálluk volt az egyetlen öltözékük. Mások viseltek ugyan ruhákat, de mind tartózkodtak a hajvágástól. Thébaiszi Pál haja például a sarkáig ért. Ami a szakállat illeti, szintén hagyták nőni, akárcsak az öreg egyiptomi fellahok, hiszen ők sem borotválkoztak.

## Táplálkozás
A fő táplálék többnyire a kenyér volt. Sokan úgy jutottak kenyérhez, hogy kosarakat és gyékényeket készítettek cserébe érte. Nitriában, majd később Szkétiszben is, amikor a szerzetesek kezdtek megsokasodni, pékműhelyeket állítottak fel, ahol bárki megsüthette a kenyerét. A kenyér mellett a lencse és a csicseriborsó a legelterjedtebb élelmiszerek közé tartozott Egyiptomban. Sok szerzetes táplálkozott ezekkel. Egyesek Antalhoz hasonlóan kertet műveltek, ahol zöldséget és gyümölcsöt termesztettek. A zöldség- és gyümölcsfogyasztók többsége azonban teljesen tartózkodott a kenyértől. Ór, Theón, Apollósz, Patermuthiosz beérték zöldségekkel és vadnövényekkel. Lükopoliszi János hosszú ideig csak gyümölcsöket és zöldségeket evett, a kenyértől és minden főtt ételtől megtartóztatta magát.
A napi egyszeri étkezés már a 4. század előtt általános gyakorlattá vált. Ahogy mondták: 
„Ha valaki egyszer eszik naponta, az szerzetes; ha kétszer, az testi ember, ha háromszor, az állat.”
Egyesek hosszabb ideig böjtöltek, különösen a kezdetekkor. Tudunk olyan szerzetesekről, akik 40 napig semmit nem ettek. Mindenesetre az ilyen hosszú böjtök ritkák voltak, ezzel szemben a pár napos böjtök meglehetősen gyakoriak voltak  közöttük.
A Historia Monachorum elbeszéli, hogy „a nagy aszkétáknál szokásban volt a testnek addig nem adni táplálékot, amíg a lélek meg nem kapta a maga lelki táplálékát.”
Isten időnként csodás módon táplálta az anakhórétákat, akik létükben teljesen átadták magukat neki. Maga Hór 10 éven át nem nyúlt földi táplálékhoz. Hérón 3 hónapig nem vett magához mást az eukharisztián kívül, igaz, hogy utána részegeskedni kezdett és rosszul végezte.
Az atyák számára a falánkság és a bujaság kísértése szorosan összefüggött egymással, és megfelelt a szerzetesek azon tapasztalatának, hogy a bőséges evés és ivás felkorbácsolja a szexualitást. A remeték hitték, hogy csak akkor boldogulnak el a szexualitásukkal, ha mértéktartók az evésben és az ivásban. Abba Mózes mondta: 
Amikor fiatal voltam, néha erősen gyötört a bujaság kísértése. Mélyebbre hatoltam tehát a sivatagban, és 42 napig ott maradtam, anélkül hogy kenyeret ettem, vagy vizet ittam volna. Imádkoztam az Úrhoz és Ő megszabadított ettől a kísértéstől. Nem is látogatott meg többet, egész életemen át.

## Csodatételek
A Historia Monachorumot olvasva úgy tűnik, hogy az atyák mindegyike számos csodát tett. 
„Sokan közülük folyók sodrát állították meg, száraz lábbal keltek át a Níluson, vadállatokat öltek meg, gyógyítottak és bámulatos tetteket hajtottak végre éppoly nagy számban, mint a szent próféták és az apostolok.”
Illés „minden nap sok csodát tett és szünet nélkül gyógyította a betegeket.” Makariosz olyan hírnévre tett szert, hogy a látogatók fogadására mindig mellette volt egy tanítványa, „ugyanis annyian jöttek gyógyulás végett hozzá.” Bésszárión ivóvízzé változtatta a tengervizet azért, hogy szomját oltsa tanítványának. Antal vizet fakasztott a sivatag közepén. Xoiosz és egy másik öreg imádságára eleredt az eső a sivatagban. Egy bot kivirágzott és gyümölcsöt hozott, tanúsítva az egyik öreg tisztaságát, aki egy szűz lánnyal élt együtt. Amun és társa, Theodórosz, száraz lábbal keltek át egy megáradt folyón. Apellészé „anélkül vette kezébe az izzó vasat, hogy bármi baja esett volna.” 
A Historia Lausiaca  és a Historia Monachorum  több szereplője is rendelkezett a szívekben való olvasás és a gondolatok ismeretének képességével: Törpe János, Eulogiosz, Hellész többek közt. Mások látták a testvérekkel vagy a környezetükben előforduló eseményeket.
Az atyák munkálkodása mögötti isteni hatalomról a legjobban a halottak feltámasztásának csodái tanúskodnak. Több beszámolót találunk egyes szerzetesek élet és halál feletti csodatévő hatalmáról. 

## A sivatagi atyák listája
Nem teljes lista a sivatagi atyákról:
| Ünnepnap                  | Sivatagi atya                | Névváltozat            | Élt                 |
| ------------------------- | ---------------------------- | ---------------------- | ------------------- |
| A                         |                              |                        |                     |
| ?                         | Egyiptomi Szent Ábrahám      |                        | ?                   |
| március 2.                | Egyiptomi Szent Agathón      |                        | 4. század           |
| ?                         | Egyiptomi Szent Akhilleusz   |                        | ?                   |
| ?                         | Szent Aloniosz               |                        | ?                   |
| ?                         | Szent Ammoész                |                        | ? – 375 k.          |
| január 26.                | Szent Ámon                   |                        | 294 k. – 356 k.     |
| január 17.                | Remete Szent Antal           | Antóniosz              | 251 – 356           |
| ?                         | Szent Anub                   |                        | ?                   |
| ?                         | Szent Apphüosz               |                        | ?                   |
| ?                         | Szent Árész                  |                        | ?                   |
| május 8.                  | Nagy Szent Arszéniosz        | Arzén                  | 354 – 449           |
| B                         |                              |                        |                     |
| ?                         | Egyiptomi Szent Benjámin     |                        | ?                   |
| február 20.               | Nagy Szent Besszárión        |                        | ? – 466             |
| C                         |                              |                        |                     |
| szeptember 29.            | Remete Szent Cirjék          |                        | 449 – 557           |
| D                         |                              |                        |                     |
| június 7.                 | Szkétiszi Szent Dániel       |                        | 4. század           |
| ?                         | Szent Dioszkorész            |                        | ?                   |
| szeptember 16.            | Egyiptomi Szent Dorotheosz   |                        | 4. század           |
| ?                         | Szent Dulasz                 |                        | ?                   |
| E                         |                              |                        |                     |
| ?                         | Szent Eudamión               |                        | ?                   |
| ?                         | Egyiptomi Szent Eugéniosz    | Jenő                   | ?                   |
| ?                         | Szent Eukharisztosz          |                        | ?                   |
| ?                         | Egyiptomi Szent Eulogiosz    |                        | ?                   |
| –                         | Evagriosz Pontikosz          | Pontoszi Evagriosz     | 346 – 399           |
| július 3.                 | Gázai Szent Ézsaiás          |                        | ? – 491             |
| F                         |                              |                        |                     |
| ?                         | Egyiptomi Szent Félix        |                        | ?                   |
| G                         |                              |                        |                     |
| amscher 12. (kopt naptár) | Egyiptomi Szent Geláz        | Gelásziosz             | 5. század           |
| ?                         | Egyiptomi Szent Gergely      | Grégóriosz             | ?                   |
| ?                         | Szent Gerontiosz             |                        | ?                   |
| H                         |                              |                        |                     |
| ?                         | Szent Helládiosz             |                        | ?                   |
| ?                         | Szent Hérakleiosz            |                        | ?                   |
| augusztus 7.              | Szent Hór                    |                        | ? – 390             |
| június 15.                | Szent Horszisziosz           |                        | 305 k. – 390 k.     |
| augusztus 7.              | Szent Hüperekhiosz           |                        | 5. század           |
| I                         |                              |                        |                     |
| ?                         | Egyiptomi Szent Illés        |                        | ?                   |
| november 23.              | Szent Iszkhürión             |                        | ? – 375 után        |
| ?                         | Egyiptomi Szent Izidor       |                        | ? – 399 előtt       |
| február 4.                | Peluszioni Szent Izidor      |                        | 370 k. – 435/440 k. |
| Basansz 19. (kopt naptár) | Kelliai Szent Izsák          |                        | ? – 407 után        |
| ?                         | Thébai Szent Izsák           |                        | ?                   |
| J                         |                              |                        |                     |
|                           | Egyiptomi Szent Jakab        |                        | ?                   |
| február 29.               | Cassianus Szent János        | Johannes Cassianus     | 370 k. – 432        |
|                           | Egyiptomi Szent János és Pál |                        | ?                   |
| március 27.               | Lükopoliszi Szent János      |                        | 305 – 394           |
| ?                         | Perszéi Szent János          |                        | ?                   |
| ?                         | Thébai Szent János           |                        | ?                   |
| október 17.               | Törpe Szent János            | Jóannész Kolobosz      | 339 – 409           |
| ?                         | Panephói Szent József        |                        | ?                   |
| ?                         | Thébai Szent József          |                        | ?                   |
| K                         |                              |                        |                     |
| december 5.               | Szent Karión                 |                        | ?                   |
| augusztus 16.             | Szent Khairémón              |                        | ?                   |
|                           | Szent Khomai                 |                        | ?                   |
| ?                         | Szent Koprész                |                        | ?                   |
| ?                         | Szent Kroniosz               |                        | ?                   |
| ?                         | Egyiptomi Szent Kürosz       |                        | ?                   |
| L                         |                              |                        |                     |
| november 17.              | Egyiptomi Szent Longinosz    |                        | 4./5. század        |
| október 22.               | Egyiptomi Szent Lót          |                        | 5. század           |
| ?                         | Szent Lukiosz                |                        | ?                   |
| M                         |                              |                        |                     |
| január 2.                 | Alexandriai Szent Makariosz  | Városi Szent Makariosz | 297 – 395           |
| január 19.                | Egyiptomi Szent Makariosz    | Nagy Szent Makariosz   | 300 k. – 391        |
| ?                         | Szent Márk és Szilvánusz     |                        | ?                   |
| május 20.                 | Remete Szent Márk            |                        | 5. század           |
| ?                         | Egyiptomi Szent Markiánosz   |                        | ?                   |
| ?                         | Szent Matoész                |                        | 4. század           |
| ?                         | Szent Milésziosz             |                        | ?                   |
| ?                         | Szent Miosz                  |                        | ?                   |
| ?                         | Szent Motiosz                |                        | ?                   |
| augusztus 28.             | Etiópiai Szent Mózes         |                        | ? – 400             |
| N                         |                              |                        |                     |
| ?                         | Szent Nétrász                |                        | ?                   |
| ?                         | Egyiptomi Szent Nikétász     |                        | ?                   |
| ?                         | Egyiptomi Szent Nikon        |                        | ?                   |
| november 12.              | Ankürai Szent Nilus          | Neilosz                | ? – 430 k.          |
| ?                         | Cönobita Szent Niszthérosz   |                        | ?                   |
| ?                         | Egyiptomi Szent Niszthérosz  |                        | 4. század           |
| O                         |                              |                        |                     |
| ?                         | Egyiptomi Szent Olümpiosz    |                        | ?                   |
| június 12.                | Nagy Szent Onuphriosz        |                        | 320 k. – 400 k.     |
| P                         |                              |                        |                     |
| június 19.                | Egyiptomi Szent Paisziosz    |                        | ? – 400             |
| ?                         | Együgyü Szent Pál            |                        | ?                   |
| ?                         | Koszmétei Szent Pál          |                        | ?                   |
| január 15.                | Remete Szent Pál             |                        | 228 – 341           |
| január 25.                | Szent Palamon                |                        | ? – 330 k.          |
| július 17.                | Szent Pambosz                |                        | 303 – 373/386       |
| ?                         | Hitvalló Szent Paphnutiosz   |                        | 305 k. – 395 u.     |
| szeptember 11.            | Thébai Szent Paphnutiosz     |                        | 251 – 360           |
| december 8.               | Szent Patapiosz              |                        | 6./7. század        |
| ?                         | Pionioszi Szent Péter        |                        | ?                   |
| augusztus 27.             | Szent Phanuriosz             |                        | ?                   |
| ?                         | Szent Philaeriosz            |                        | ?                   |
| ?                         | Egyiptomi Szent Phókasz      |                        | 5. század           |
| ?                         | Szent Piór                   |                        | ? – 360 k.          |
| ?                         | Szent Pisztamon              |                        | ?                   |
| november 29.              | Szent Pitirim                |                        | 4. század           |
| augusztus 27.             | Nagy Szent Poimén            |                        | ? – 450             |
| S                         |                              |                        |                     |
| június 28.                | Szent Szennupiosz            |                        | 4. század           |
| március 21.               | Szent Szerápión              |                        | ? – 366             |
| ?                         | Egyiptomi Szent Sziluánosz   |                        | 4./5. század        |
| július 6.                 | Szent Sziszoész              |                        | ? – 429             |
| ?                         | Szent Szopatrosz             |                        | ?                   |
| ?                         | Ciprusi Szent Szpiridion     |                        | ? – 343 után        |
| T                         |                              |                        |                     |
| május 16.                 | Megszentelt Szent Theodórosz | Theodorosz             | ? – 368             |
| ?                         | Egyiptomi Szent Theodotosz   |                        | ?                   |
| ?                         | Egyiptomi Szent Theonasz     |                        | 4. század           |
| ?                         | Egyiptomi Szent Timóteus     |                        | ?                   |
| augusztus 26.             | Szent Tithoész               |                        | 4. század           |
| X                         |                              |                        |                     |
| ?                         | Szent Xanthiász              |                        | ?                   |
| Z                         |                              |                        |                     |
| december 5.               | Egyiptomi Szent Zakariás     |                        | 4. század           |
| december 26.              | Egyiptomi Szent Zénón        |                        | ? – 451 k.          |
| február 10.               | Palesztinai Szent Zénón      |                        | 350 k. – 416/419    |

## Egyéb sivatagi atyák
- Ugyan nem Egyiptomban, hanem Palesztinában működött, de néha sivatagi atyának számítják Gázai Szent Hiláriónt is (291–371).
- Nagyrészt Palesztinában működött, de néha sivatagi atyának számítják Szent Epiphanioszt is (315–403).

## Fordítás
- Ez a szócikk részben vagy egészben  a   Pères du désert című francia Wikipédia-szócikk fordításán alapul.  Az eredeti cikk szerkesztőit annak laptörténete sorolja fel. Ez a jelzés csupán a megfogalmazás eredetét és a szerzői jogokat jelzi, nem szolgál a cikkben szereplő információk forrásmegjelöléseként.
- Ez a szócikk részben vagy egészben  a   Desert Fathers című angol Wikipédia-szócikk fordításán alapul.  Az eredeti cikk szerkesztőit annak laptörténete sorolja fel. Ez a jelzés csupán a megfogalmazás eredetét és a szerzői jogokat jelzi, nem szolgál a cikkben szereplő információk forrásmegjelöléseként.

## Korabeli kapcsolódó írások magyar fordításban
- A III–IV. század szentjei, Jel Kiadó, Budapest, ISBN 963-8344-78-4, 310 p
- Az Atyák bölcsessége. Holnap Kiadó, 1991. Ford.: Baán István. Budapest, 1991. ISBN 9633450489
- A szent öregek könyve – A szerzetes atyák mondásainak ábécé-sorrendes gyűjteménye (ford. Baán István), második, javított kiadás, Jel Kiadó, Budapest, 2010, ISBN 978 963 9670 74 7 (az előző, kivonatos mű teljes fordítása)
- Palladiosz: Historia Lausiaca, Jel Kiadó, Budapest, 2015, ISBN 9786155147593, 240 p
- Johannes Cassianus: Az egyiptomi szerzetesek tanítása. (Collationes Patrum.) 1-2. kötet. Ford. Simon Árkád. Pannonhalma–Tihany, Magyar Bencés Kongregáció, 1998.
- Johannes Cassianus: A keleti szerzetesek szabályai. (De Institutis coenobiorum.) Ford. Simon Árkád. Pannonhalma–Tihany, Magyar Bencés Kongregáció, 1998.
- Tyrannius Rufinus: Az egyiptomi szerzetesek élete. (ford. Pataki Elvira), Pázmány Péter Katolikus Egyetem Bölcsészettudományi Kar, Piliscsaba, 2004, ISBN 9789639296572, 137 p